# Dora Baltea
El Dora Baltea és un riu del nord-oest d'Itàlia afluent del riu Po que naix a la Glacera de la Brenva a la Vall d'Aosta als Alps i recorre el Piemont. Té una longitud d'uns 170 quilòmetres.

## Nom
El nom llatí del riu era Duria maior, Duria Baltica o Duria Bautica. Estrabó l'anomenava Δουριας (Dourias) en grec. El nom "Duria" prové de l'arrel celta *dubr- ("flux"), que es troba en molts noms de rius europeus com el Douro / Duero; deriva del protoindoeuropeu *dʰew- ("flux"). La segona part pot derivar de l'arrel il·líria *balta ("'pantà, marjal, argila blanca").
En les llengües locals, el riu s'anomena arpitan: Duère Baltèa, Valdôtain: Djouiye; piemontès: Deura Bàotia.